# Schizopodidae
Schizopodidae är en familj av skalbaggar. Schizopodidae ingår i överfamiljen Buprestoidea, ordningen skalbaggar, klassen egentliga insekter, fylumet leddjur och riket djur. Enligt Catalogue of Life omfattar familjen Schizopodidae 7 arter. 
Kladogram enligt Catalogue of Life:
| Schizopodidae | \| \| Dystaxia \| \| \| \| \| \| Glyptoscelimorpha \| \| \| \| \| \| Schizopus \| \| \| \| |
|               | \| \| Dystaxia \| \| \| \| \| \| Glyptoscelimorpha \| \| \| \| \| \| Schizopus \| \| \| \| |
|               | praktbaggar                                                                                |
|               |                                                                                            |
|               | Dystaxia                                                                                   |
|               |                                                                                            |
|               | Glyptoscelimorpha                                                                          |
|               |                                                                                            |
|               | Schizopus                                                                                  |
|               |                                                                                            |

|  | Dystaxia          |
|  |                   |
|  | Glyptoscelimorpha |
|  |                   |
|  | Schizopus         |
|  |                   |